# Де Ласи Эванс, Джордж
Сэр Джордж де Ласи Эванс (англ. Sir (George) De Lacy Evans; 1787—1870) — генерал британской армии и политический деятель Соединённого королевства; участник Англо-американской, Первой карлистской, Крымской и Наполеоновских войн.

## Биография
Джордж де Ласи Эванс получил военное образование в Вулидже в Royal Military Academy; начинал военную карьеру в Индии, с 1812 по 1814 год служил в Испании и Франции, потом в Северной Америке. В 1815 году Эванс участвовал в битве при Ватерлоо.

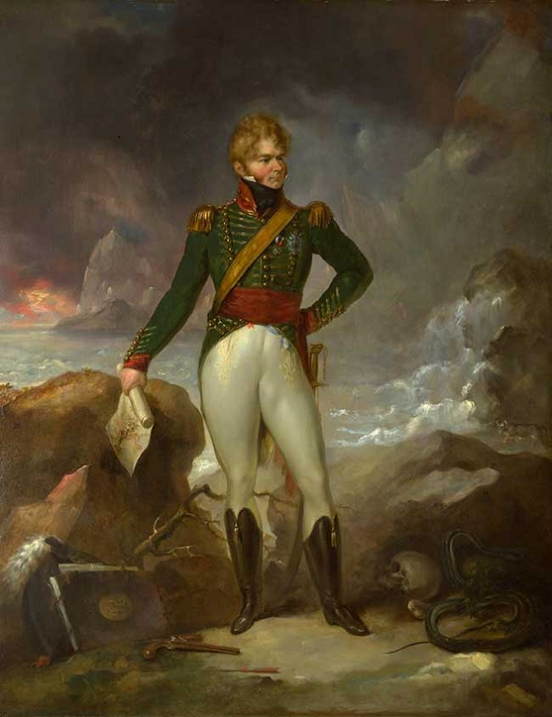
Де Ласи Эванс, 1825 год

В 1831 году был избран в палату общин Великобритании как кандидат от либеральной партии, где был одним из крайних вигов; горячо отстаивал парламентскую реформу 1832 года. На выборах в Палату общин 1832 года он потерял своё место, но вновь избран в 1833 году.
В 1835 году Джордж де Ласи Эванс сложил с себя депутатские полномочия и стал во главе британского Вспомогательного легиона, с которым отправился в Испанию, где принимал деятельное участие в Первой карлистской войне; несмотря на несколько тяжелых поражений, им понесенных, он внёс существенный вклад в последующее торжество правительства.
Придворные интриги вынудили его вернуться в Англию, где он вновь поступил на военную службу.
С 1837 по 1841 и с 1846 по 1865 год он вновь заседал в палате общин. В 1854 году отправился в Крым и, командуя 2-й дивизией, участвовал в сражении при Альме, битве при Балаклаве и баталии при Инкермане.
Болезнь и слабость, явившаяся результатом раны полученной в бою при Альме, а также недовольство способом ведения войны побудили его ещё до её окончания вернуться в Лондон; где он вновь занял своё место в палате общин, в которой, согласно «ЭСБЕ», был «восторженно встречен».
Сэр Джордж де Ласи Эванс умер 9 января 1870 года и был похоронен в столице Британской империи на кладбище Кенсал-Грин.
Награды:
- Испанский орден Карлоса III, большой крест (1837)
- Испанский орден Святого Фердинанда, большой крест (1837)
- Турецкий орден Меджидие 1-й степени (1855)
- Французский орден Почётного легиона, великий офицер (1856)
- Британский орден Бани, большой крест (ок. 1857)
- Нидерландский Военный орден Вильгельма (лента большого креста на портрете)